# 伯金山
67°42′S 48°55′E / 67.700°S 48.917°E
伯金山是南極洲的山峰，位於恩德比地，屬於拉加特山脈的一部分，處於馬斯林山以西7公里，海拔高度700米，以無線電人員命名。